# کارلمان دوم
کارلمان یا کارلومان(زاده ۸۶۶ - درگذشت ۱۲ دسامبر ۸۸۴) پادشاه فرانک باختری و جوانترین پسر لوئی دوم از همسرش آنسگارد بورگوندی بود.

## زندگی‌نامه
با مرگ پدر او همزمان و همپایه با برادرش لوئی سوم در ۸۷۹ بر تخت پادشاهی نشست. و از پشت چهارم فرزندان شارلمانی بود.
او در ۸۸۰ همزمان و همراه با برادرش بر تخت نشست و دوک‌نشین‌های آکیتن و بورگوندی را زیر فرمان خود گرفت.
هنگامی که بوزوی پرووانسی از وفاداری به آنان دست کشید، این دو برادر به همراه هم به سوی مرزهای او لشکر کشیده و ماکون و بخش‌های شمالی سرزمین او را به دست آوردند.
چندی پس از آن این دو برادر به سرزمین‌های شارل سوم، پادشاه فرانک خاوری که پسرعموی پدرشان بود، لشکر کشیده و از ماه‌های اوت تا نوامبر پایتخت وی را در محاصره داشتند، ولی سرانجام از پس گشایش آن برنیامدند.
تنها در ۸۸۲ بود که ریچارد، دوک بورگوندی این شهر را پس از محاصره به دست آورد.

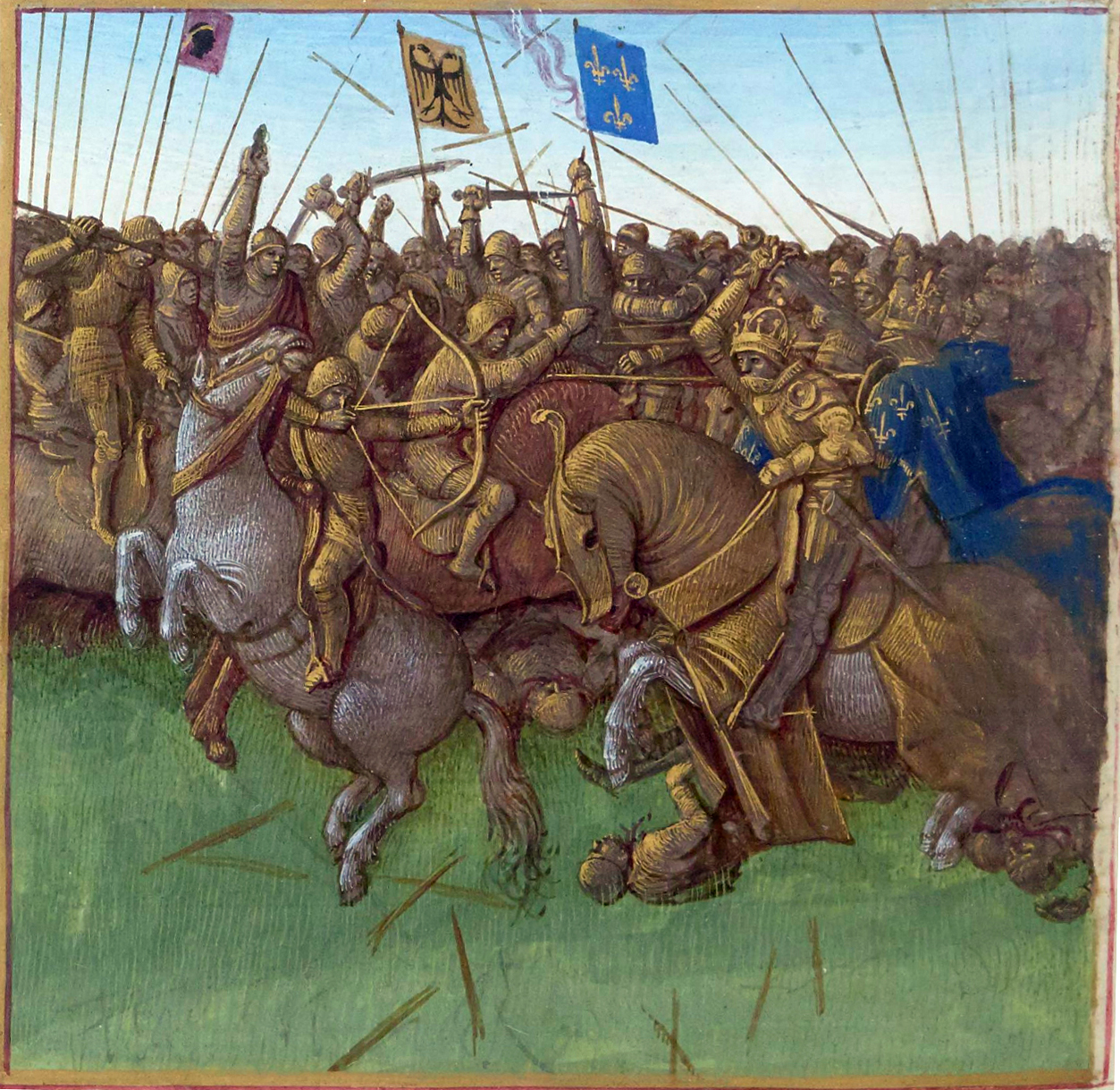
نمایی از نبرد کارلمان و برادرش لوئی سوم با وایکینگ‌ها

در همین سال لوئی سوم درگذشت و کارلمان یگانه پادشاه فرانک باختری گشت. ولی با کوهی از گرفتاری‌ها روبرو گشت. نورمن‌ها به مرزهای کشورش تاخته بودند و نیروی او برای پدافند اندک بود؛ همچنین زمینداران بورگوندی سر به شورش برداشته بودند.
سرانجام کارلمان ۱۲ دسامبر ۸۸۴ در هنگام شکار درگذشت.
پس از او شارل سوم فرمانروایی سرزمین‌های زیر فرمان او را به چنگ آورد و برای مدت کوتاهی توانست مجدداً امپراتوری فرانک را متحد گرداند.